# 埃胡德·巴拉克
埃胡德·巴拉克（希伯來語：אֵהוּד בָּרָק，發音：[eˈhud baˈʁak] ⓘ；1942年2月12日—），以色列政治家、以色列國防軍退役中將，曾任以色列總理、外交部长、國防部長、教育部长。

## 生平
1999年，在第二次舉行的總理直接選舉中擊敗本雅明·內塔尼亞胡，成為總理並取得組閣權，並組建工黨領導的聯合政府，這亦是現時最後一屆由工黨領導的聯合政府。雖然巴拉克成功組建聯合政府，但工黨在國會只有26個席次，使工黨必須與多個政黨組建聯合政府，並給予小政黨更多席次，而聯合政府從開始便處於不穩定的狀態。
2000年，巴拉克在推動以巴和談上遭到挫敗，巴勒斯坦自治政府主席阿拉法特拒絕巴拉克提出的條件及建議。同年舉行的總統選舉，工黨及執政聯盟推舉的總統候選人、前總理希蒙·佩雷斯敗給在野利庫德集團推舉的摩西·卡察夫，導致聯合政府失去議會的多數。巴拉克被迫提前舉行總理直接選舉。在2001年推前舉行的最後一次總理直接選舉，他敗給阿里埃勒·沙龙。
2009年，加入本雅明·内塔尼亚胡的聯合政府，他於2011年退出工黨，成立“独立”黨，並繼續成為聯合政府成員至2013年，之後宣佈退出政壇。
2019年，巴拉克復出，成立以色列民主黨，並且與以色列工黨、梅雷茲黨等左翼黨派合組「民主聯盟」名單，打算挑戰內塔尼亞胡。他本人排在名單的第10名，結果民主聯盟只是取得5席，民主黨就得1席。